# Willa Ustronie
Willa Ustronie – zabytkowa willa znajdująca się przy ul. Piotra Skargi 7 w miejscowości Konstancin-Jeziorna pod Warszawą.

## Historia
Projektantem i pierwszym właścicielem willi był artysta malarz i architekt Józef Czajkowski. Był on profesorem Akademii Sztuk Pięknych w Krakowie, Uniwersytetu Stefana Batorego w Wilnie, Akademii Sztuk Pięknych w Warszawie, jednym z założycieli Towarzystwa Polska Sztuka Stosowana, Warsztatów Krakowskich oraz Spółdzielni Artystów ŁAD. Zaraz po I wojnie światowej Czajkowski sprzedał willę prezesowi zarządu warszawskiego browaru Haberbusch & Schiele Kazimierzowi Ludwikowi Schielemu (1860-1931). Po jego śmierci willę odziedziczył syn Aleksander Schiele. Podczas II wojny światowej w willi ukrywali się Żydzi, między innymi Witold Liliental z matka Stefanią, za co Aleksander Schiele otrzymał po wojnie tytuł Sprawiedliwego wśród Narodów Świata. W 1944 roku w willi działała radiostacja przekazująca meldunki do Londynu. W rękach rodziny Schiele willa pozostała do 1989 roku. W latach 1995–1996 willa została wyremontowana i rozbudowana według projektu Andrzeja Grzybowskiego, co zmieniło jej wygląd.
Secesyjna willa została zbudowana w latach 1908–1910 i wyglądem nawiązywała do romantycznych zamków nad Renem. Otaczał ją starannie zakomponowany park, który po przejęciu willi przez Kazimierza Schielego zaprojektowała warszawska firma ogrodnicza C. Urlich. Przez ogród przepływała rzeczka Mała, a jej brzegi łączył biały drewniany mostek.
Budynek ma zróżnicowaną bryłę, wielopołaciowy dach z wieżą przykrytą lekko cebulastym hełmem. 